# Tres Pinos, Chiapas
Tres Pinos är en ort i Mexiko.   Den ligger i kommunen Frontera Comalapa och delstaten Chiapas, i den sydöstra delen av landet, 900 km sydost om huvudstaden Mexico City. Tres Pinos ligger 708 meter över havet och antalet invånare är 108.
Terrängen runt Tres Pinos är kuperad åt sydost, men åt nordväst är den platt. Runt Tres Pinos är det ganska tätbefolkat, med 100 invånare per kvadratkilometer. Närmaste större samhälle är Frontera Comalapa, 8,5 km sydväst om Tres Pinos. I omgivningarna runt Tres Pinos växer huvudsakligen savannskog.